# G.I. Jane
G.I. Jane är en amerikansk actionfilm från 1997 regisserad av Ridley Scott med Demi Moore, Viggo Mortensen och Anne Bancroft i huvudrollerna.

## Handling
En kvinnlig senator (Anne Bancroft) övertalar USA:s marinminister (Daniel von Bargen), med dolda motiv, att på prov låta en prydlig kvinnlig officer i USA:s flotta, kapten Jordan O'Neil (Demi Moore), försöka genomgå en specialförbandsutbildning (Navy Seals) som alla förväntar sig att hon ska misslyckas med. Vad O'Neil emellertid inte vet om är att hon bara är en bricka i ett politiskt spel.